# Landesfrauenrat Berlin
Der Landesfrauenrat Berlin e. V. ist ein Dachverband Berliner Frauenverbände und -initiativen, der 1979 gegründet wurde, um die Interessen von damals 18 Mitgliedsverbänden zu vertreten. 2019 gehörten dem Landesfrauenrat 35 Mitgliedsverbände an, darunter diverse Berufs- und Interessengruppen sowie Frauengruppen der demokratischen Parteien, der Kirchen und Gewerkschaften des Landes Berlin.

## Ziele und Aktivitäten
Am 9. Juli 1979 gründeten Vertreterinnen der Berliner Frauenverbände und anderer Frauenvereinigungen den Landesfrauenrat Berlin e.V. als ihren Dachverband.
Er fördert die Zusammenarbeit von Frauenorganisationen in Berlin, ermöglicht Austausch, Vernetzung und Information zu politischen Debatten über die Rolle der Frau in der Gesellschaft, das Verhältnis von Männern und Frauen im Arbeitsprozess und in der Familie. Nach eigenen Angaben vertritt er frauenpolitische Interessen gegenüber dem Abgeordnetenhaus, der Landesregierung, der Senatsverwaltung und anderen Organisationen.
Ziel des Vereins ist es, auf geschlechtsspezifische Ungleichheiten im Bundesland Berlin hinzuweisen und darauf hinzuwirken, diese zu beseitigen. Der Landesfrauenrat erreichte zum Beispiel die bis heute bestehende Verankerung eines Sitzes für den Landesfrauenrat im SFB-Rundfunkrat, dem heutigen rbb-Rundfunkrat.
Der Landesfrauenrat ist ebenfalls vertreten im Frauenpolitischen Beirat bei der Senatsverwaltung für Gesundheit, Pflege, Gleichstellung und im Berliner Beirat für Familienfragen bei der Senatsverwaltung für Bildung, Jugend und Wissenschaft. Außerdem entsendet der Landesfrauenrat Berlin zwei Delegierte in die Konferenz der Landesfrauenräte, das Beschlussorgan der Landesfrauenräte in Deutschland, das einmal jährlich tagt.

## Organisation und Struktur
Der Vorstand des Landesfrauenrats Berlin, der alle drei Jahre von der Mitgliederversammlung gewählt wird, besteht aus fünf Mitgliedern, die unterschiedlichen Mitgliedsorganisationen angehören. Über  die  Aufnahme  neuer Mitgliedsverbände entscheidet die Mitgliederversammlung mit zwei Drittel der Anwesenden. Die   Mitgliederversammlung ist beschlussfähig, wenn mehr als ein Drittel der Organisationen vertreten ist. In Berlin hat der Landesfrauenrat eine Geschäftsstelle.
Bei bundespolitischen Themen kooperiert der Landesfrauenrat Berlin Rahmen der Konferenz der Landesfrauenräte mit Landesfrauenräten der anderen Bundesländer sowie mit dem Deutschen Frauenrat.

## Mitglieder (Stand 2019)
- ASF – Landesverband Berlin Arbeitsgemeinschaft sozialdemokratischer Frauen
- Berliner Frauenbund 1945 e.V.
- bfn-berliner frauen netzwerk
- Berliner Hebammenverband
- BPW Berlin-Business and Professional Women Germany Club Berlin e.V.
- B.F.B.M. Regionalgruppe Berlin Bundesverband der Frau im freien Beruf und Management e.V.
- dbb Beamtenbund und Tarifunion Berlin
- DAB-Deutscher Akademikerinnenbund e.V. Regionalgruppe Berlin-Brandenburg
- DÄB-Deutscher Ärztinnenbund e.V. Regionalgruppe Berlin-Brandenburg
- DBfK Nordost e.V.
- Deutscher Frauenring e.V. Landesverband Berlin
- Deutscher Guttempler Orden Berlin-Brandenburg, Sachgebiet Frau und Familie
- DJB -Landesverband Berlin Deutscher Juristinnenbund e.V.
- Landesverband Berlin des Deutschen Staatsbürgerinnen-Verbands e.V.
- Feministische Partei DIE FRAUEN
- EKBO Frauenarbeit der Evangelischen Kirche
- Frauen Union Landesverband Berlin
- FIM e.V. Regionalgruppe Berlin-Brandenburg Vereinigung für Frauen im Management e.V.
- GEDOK Berlin – Gemeinschaft der Künstlerinnen und Kunstförderer e.V.
- IN VIA Katholischer Verband für Mädchen- und Frauensozialarbeit für das Erzbistum Berlin e.V.
- kfd Berlin Erzbistum Berlin – Katholische Frauengemeinschaft Deutschlands im Erzbistum Berlin
- KDFB Berlin-Katholischer Deutscher Frauenbund Diözesanverband Berlin e.V.
- LAG Frauen- und Gleichstellungsbeauftragte der Berliner Bezirke
- Landfrauenverband Berlin
- LSB Berlin Landesausschuss Frauen und Gleichstellung im Sport
- Frauengruppe des Landesverband Berlin der Gartenfreunde e.V.
- Liberale Frauen Landesverband Berlin
- POLin Polnische Frauen in Wirtschaft und Kultur e.V.
- Soroptimist International Club Berlin-Mitte
- SkF e.V. Berlin Sozialdienst Katholischer Frauen e.V. Berlin
- SoVD Sozialverband Deutschland Landesverband Berlin-Brandenburg e.V.[9]
- Türkischer Frauenverein Berlin e.V.
- ver.di-Frauen im Landesbezirk Berlin-Brandenburg
- Zonta Club Berlin
- Zonta Club Berlin-Mitte
- Zonta-Club Berlin 1989 e.V.